# Max von der Grün
Max von der Grün, född 25 maj 1926 i Bayreuth, död 7 april 2005 i Dortmund, var en tysk författare.
Grün deltog i andra världskriget och var krigsfånge. Efter kriget arbetade han som murare och gruvarbetare. Under 1950-talet började han skriva. 1961 var han med och startade Gruppe 61.